# پیرابندریختان
پیرابَند-ریختان (نام علمی: Littorinimorpha) نام یک راسته از  بلندشکم‌پایان است.